# Leskov Island (Antarktika)
Leskov Island (russisch Остров Лескова Ostrow Leskowa) ist eine eisbedeckte und unbewohnte Insel im West-Schelfeis vor der Leopold-und-Astrid-Küste des ostantarktischen Prinzessin-Elisabeth-Lands. Sie hat eine Fläche von etwa 49,5 km², was einer Länge von ungefähr 9 km und einer Breite von etwa 5,5 km entspricht. Die höchste Erhebung der Insel liegt bei 180,01 m. Leskov Island liegt etwa 6 km nordnordöstlich von Mikhaylov Island entfernt. 
Entdeckt wurde die unbewohnte Insel 1956 von einer sowjetischen Antarktisexpedition. Namensgeber ist Arkadi Sergejewitsch Leskow (1797–1858), dritter Offizier auf dem Schiff Wostok bei der ersten russischen Antarktisexpedition (1819–1821) unter der Leitung von Fabian Gottlieb von Bellingshausen. Das Advisory Committee on Antarctic Names übertrug die russische Benennung 1965 ins Englische.